# Ranko Ostojić
Ranko Ostojić (3. října 1962, Split, SFRJ) je současný chorvatský ministr vnitra. Funkci ministra zastává od 23. prosince 2011, kdy byl jmenován do vlády Zorana Milanoviće.
Ostojić vystudoval právnickou fakultu na Splitské univerzitě. Svá studia tam zakončil v roce 1988. O dva roky později se rozhodl vstoupit do politiky a stal se členem sociálních demokratů. V letech 2001–2004 pracoval jako asistent ministra vnitra Šime Lučina ve vládě Ivici Račana. V letech 2007–2011 byl Ostojić členem chorvatského Saboru jako poslanec. V roce 2009 kandidoval neúspěšně na starostu města Split.